# Fifth
Fifth je páté studiové album britské skupiny Soft Machine, vydané v červenci 1972 u vydavatelství CBS Records. Nahráno bylo od listopadu 1971 do února 1972 ve studiu Advision Studios v Londýně a o produkci se starala skupina sama. Jde o první album po odchodu původního bubeníka Roberta Wyatta, kterého nejprve nahradil Phil Howard (skladby nahrané od listopadu do prosince 1971) a později John Stanley Marshall. V jedné skladbě hraje Roy Babbington, který se později stal členem skupiny.
V roce 1999 vyšlo album v reedici společně s předchozím Fourth na jednom CD.

## Seznam skladeb
| Pořadí | Název         | Autor         | Délka |
| ------ | ------------- | ------------- | ----- |
| 1.     | All White     | Mike Ratledge | 6:06  |
| 2.     | Drop          | Ratledge      | 7:42  |
| 3.     | M C           | Hugh Hopper   | 4:57  |
| 4.     | As If         | Ratledge      | 8:02  |
| 5.     | L B O         | John Marshall | 1:54  |
| 6.     | Pigling Bland | Ratledge      | 4:24  |
| 7.     | Bone          | Elton Dean    | 3:29  |

## Obsazení
Soft Machine
- Elton Dean – altsaxofon, saxello, elektrické piano
- Hugh Hopper – baskytara
- Mike Ratledge – varhany, elektrické piano
- Phil Howard – bicí (1, 2, 3)
- John Marshall – bicí (4, 5, 6)

Ostatní
- Roy Babbington – kontrabas (4)